# Alejandro Federico de Wurtemberg
Alejandro Federico de Wurtemberg (en alemán, Alexander Friedrich von Württemberg; Montbéliard, 24 de abril de 1771-Gotha, 4 de julio de 1833) fue un político y general ruso. Era hermano del rey Federico I de Wurtemberg y de la zarina María Fiódorovna, esposa del zar Pablo I de Rusia.

## Biografía
Alejandro era hijo del duque Federico II Eugenio de Wurtemberg y de su esposa, la princesa Federica de Brandeburgo-Schwedt.
Llamado el "duque Alejandro", fue desde 1794 coronel al servicio de Austria, y fue incorporado en 1799 por recomendación de Aleksandr Suvórov en el ejército ruso. En 1811, se convirtió en gobernador de Bielorrusia. En 1812, luchó como general en el ejército ruso contra Napoleón en Smolensk y Borodinó. En 1813, dirigió el asedio del ejército ruso en Gdansk y obligó a los franceses a rendirse. Por esto, le fue otorgada la Orden de San Jorge de segunda clase. Después de la guerra, volvió a ser gobernador de Bielorrusia. Desde 1822, dirigió el Ministerio de Transporte de Rusia. Bajo su dirección, el camino entre San Petersburgo y Moscú se amplió y construyó canales y puentes. El sistema fluvial que conecta el Volga con el Dviná Septentrional anteriormente era conocido como sistema de canales del duque Alejandro de Wurtemberg.
Dos de sus hijos, Alejandro Federico Guillermo (1804-1881) y Ernesto Constantino (1807-1868), fueron generales en el ejército ruso.

## Matrimonio y descendencia
En 1798 se casó con Antonieta de Sajonia-Coburgo-Saalfeld (1779-1824), segunda hija del duque Francisco de Sajonia-Coburgo-Saalfeld y de su segunda esposa, la condesa Augusta de Reuss-Ebersdorf. Del matrimonio nacieron los siguientes hijos:
1. Antonieta Federica Augusta María Ana (1799-1860), casada en 1832 con el duque Ernesto I de Sajonia-Coburgo-Gotha (1784-1844).
2. Pablo (1800-1802).
3. Alejandro Federico Guillermo (1804-1881), general ruso. Casado en 1837 con la princesa María Cristina de Orléans (1813-1839), y en segundas nupcias en 1868 con Catalina Amalia Pfennigkaufer (1829-1915).
4. Ernesto Alejandro Constantino (1807-1868), general ruso. Casado en 1860 con Natalia Eischborn "de Grünhof" (1836-1905).
5. Federico (1810-1815).

## Muerte
En 1832, dimitió del servicio militar y salió de Rusia el 24 de noviembre, para no volver jamás. El duque Alejandro Federico murió el 4 de julio de 1833 en la residencia Gotha de su yerno, Ernesto I de Sajonia-Coburgo-Gotha, y fue enterrado en la cripta real del Castillo de Friedenstein. Como el hijo de Guillermo II, el último rey de Wurtemberg, murió en 1880 a la edad de cinco meses y los otros descendientes varones de la línea mayor de la Casa de Wurtemberg no tenían derecho a heredar debido a matrimonios morganáticos, el bisnieto de Alejandro Federico, el duque Alberto de Wurtemberg, fue proporcionado como heredero de Guillermo en 1921. Desde entonces los jefes de la Casa de Wurtemberg vienen de la quinta rama, la llamada "línea ducal", que fue fundada por el duque Alejandro Federico y desde su nieto, Felipe de Wurtemberg, fue católica.

## Títulos y tratamientos
Esta tabla aún no está actualizada. Puedes contribuir aportando información sobre títulos y tratamientos de esta persona.

## Honores y condecoraciones
El duque Alejandro Federico recibió los siguientes premios:
- Gran cruz de la Orden de la Corona de Wurtemberg ( Reino de Wurtemberg)
- Cruz de comendador real de la Orden al Mérito Militar ( Reino de Wurtemberg)
- Caballero de la Orden de San Andrés con diamantes ( Imperio ruso)
- Caballero de la Orden de San Alejandro Nevski ( Imperio ruso)
- Orden de San Vladimiro de primera clase ( Imperio ruso)
- Orden de San Jorge de segunda clase ( Imperio ruso)
- Orden de Santa Ana de primera clase ( Imperio ruso)
- Caballero de la Orden del Águila Negra (

 Reino de Prusia)
- Caballero de segunda clase de la Orden del Águila Roja (

 Reino de Prusia)
- Espada de Oro a la Valentía, con la inscripción "Por la captura de Gdansk"[2] ( Imperio ruso)
- Caballero de honor y devoción de la Orden de Malta ( Orden de Malta)